# Pinzolo
Pinzolo es una pequeña ciudad ubicada en Val Rendena al norte de los Alpes Italianos a una altitud de 800 m, dentro de la Provincia Autónoma de Trento.
Es principalmente conocida por ser un lugar para realizar esquí durante los meses de invierno.

## Evolución demográfica
| Gráfica de evolución demográfica de Pinzolo entre 1861 y 2001 |
|                                                               |
| Fuente ISTAT - elaboración gráfica de Wikipedia               |